# Vitamine B8
Pour les articles homonymes, voir Biotine.
La vitamine B8, correspondant à la biotine, est une vitamine hydrosoluble de la famille des vitamines B, encore souvent appelée coenzyme R, vitamine H, ou encore  vitamine B7 dans de nombreux pays, notamment en Allemagne ou dans les pays anglo-saxons (chez ces derniers, la vitamine B8 est une appellation erronée pour l'AMP, tandis qu'en France la vitamine B7 désigne improprement l'inositol, ces deux composés n'ayant aucun rapport entre eux ni avec la biotine).
La biotine est une coenzyme qui participe au métabolisme des acides gras, des glucides et des acides aminés, ainsi qu'à la biosynthèse des vitamines B9 et B12. On la retrouve donc, d'un point de vue biologique, dans toutes les espèces vivantes. Au plan diététique, on la trouve notamment dans les céréales complètes, le foie, les œufs et le lait, mais aussi le soja, les noisettes, les levures et en moindres quantités dans les autres aliments. 
La biotine est utilisée en biochimie expérimentale du fait de son affinité très élevée pour la streptavidine ainsi que pour l'avidine.

## Structure chimique
La biotine est composée d'un noyau de 2-imidazolidinone fusionné avec un noyau thiolane auquel est rattaché un groupe acide pentanoïque. Bien qu'existant sous 8 formes différentes, une seule, la D-Biotine est présente naturellement et a une pleine activité vitaminique. 
De nombreux analogues sont utilisés en chimie et biochimie, comme la 2-Iminobiotine (affinité pour l'avidine moindre et dépendante du pH) ou les biotines pégylées.

## Diététique

### Aperçu général
La biotine est nécessaire à la croissance cellulaire, à la production d'acides gras, et au métabolisme des graisses et des acides aminés. Elle joue un rôle dans le cycle de Krebs qui est le processus biochimique par lequel l'énergie est produite au cours de la respiration aérobie. La biotine participe non seulement à diverses réactions métaboliques, mais elle aide aussi au transfert du dioxyde de carbone. La biotine est également utile dans le maintien d'un niveau constant de sucre dans le sang (glycémie). La biotine est souvent recommandée pour renforcer les cheveux et les ongles. En conséquence, c'est un composant de nombreux cosmétiques et produits de santé pour les cheveux et la peau.
La déficience en biotine est extrêmement rare puisque les bactéries intestinales en produisent généralement plus que les besoins quotidiens de l'organisme. Pour cette raison, les organismes statutaires dans de nombreux pays (par exemple, le Département australien de la santé et du vieillissement — Australian Department of Health and Aging) ne prescrivent pas d'apport quotidien recommandé.

### Sources
La biotine est largement présente dans une variété d'aliments, mais le plus souvent à de faibles concentrations. 
On estime que le régime alimentaire typique des États-Unis fournit environ 40 µg/jour. Il y a seulement deux types d'aliments qui contiennent de grandes quantités de biotine, incluant la gelée royale et la levure de bière. Les meilleures sources naturelles de biotine dans l'alimentation humaine sont le foie, les légumineuses, le soja, la bette carde, les tomates, la laitue romaine, et les carottes. La liste des aliments comprenant de la biotine comprend les amandes, les œufs, les oignons, le chou, le concombre, le chou-fleur, le lait de chèvre, le lait de vache, les framboises, les fraises, le flétan, l'avoine et les noix. Les plus importantes sources naturelles dans l'alimentation des animaux non ruminants sont les oléagineux, la luzerne et les levures sèches. La quantité de biotine contenue dans la nourriture varie et peut être influencée par des facteurs tels que les variétés végétales, la saison et le rendement.
| aliment          | part                 | biotine (µg) |
| ---------------- | -------------------- | ------------ |
| foie cuit        | 85 grammes           | 27-35        |
| œuf cuit         | 1 gros               | 13-25        |
| levures          | 1 sachet (7 grammes) | 1,4-14       |
| saumon cuit      | 85 grammes           | 4-5          |
| avocat           | 1 entier             | 2-6          |
| porc cuit        | 85 grammes           | 2-4          |
| pain, blé entier | 1 tranche            | 0,02-6       |
| chou-fleur cru   | 1 tasse              | 0,2-4        |
| fromage Cheddar  | 28 grammes           | 0,4-2        |
| framboises       | 1 tasse              | 0,2-2        |

- Les apports suffisants en éléments nutritifs sont déterminés quand il y a suffisamment de preuves scientifiques pour établir un apport nutritionnel conseillé. Ces valeurs sont définies comme des objectifs pour les individus pour soutenir un état nutritionnel adéquat.

|                  | Âge       | Biotine (µg/jour) |
| ---------------- | --------- | ----------------- |
| nourrissons      | 0–6 mois  | 5                 |
|                  | 7–12 mois | 6                 |
| enfants          | 1–3 ans   | 8                 |
|                  | 4–8 ans   | 12                |
| hommes et femmes | 9–13 ans  | 20                |
|                  | 14-18 ans | 25                |
|                  | 19–70 ans | 30                |
|                  | 70+ ans   | 30                |
| Enceinte         | <18-50    | 30                |
| Allaitant        | <18-50    | 35                |

### Biodisponibilité
Des études sur la biodisponibilité de la biotine ont été menées sur les rats et les poussins. De ces études, il a été conclu que la biodisponibilité de la biotine peut être faible ou variable selon le type d'aliment consommé. En général, la biotine existe dans les aliments sous forme de protéines ou de biocytine (en).
La protéolyse par protéase est nécessaire avant l'absorption. Ce processus favorise la libération de la biotine de la biocytine et des protéines. La biotine du maïs est facilement disponible, mais la plupart des céréales ont une biodisponibilité en biotine de 20 à 40 %.
Une possible explication à la grande variabilité de la biodisponibilité de la biotine résiderait dans la facilité qu'un organisme a à briser les liens biotine-protéine des aliments, en clair si celui-ci possède l'enzyme capable de briser ces liens.

### Facteurs influant les besoins de biotine
La fréquence des carences en biotine n'est pas connue, mais l'incidence d'un faible niveau de biotine chez les alcooliques est plus élevée que dans le reste de la population. De même, des niveaux relativement faibles de biotine ont été signalés dans l'urine ou le plasma de patients ayant subi une gastrectomie partielle ou présentant d'autres causes d'achlorhydrie, ainsi que dans l'urine de grands brûlés, d'épileptiques, de personnes âgées et d'athlètes. La grossesse et l'allaitement peuvent être associés à des besoins accrus de biotine. Pendant la grossesse, ce peut-être dû à une possible accélération du catabolisme de la biotine, alors que, dans la lactation, la hausse du besoin n'a pas encore été élucidée. Des études récentes ont montré que la carence marginale de biotine peut être présente lors de la gestation, comme en témoigne l'augmentation de l'excrétion urinaire d'acide 3-hydroxyisovalerique, la diminution de l'excrétion urinaire de biotine et de bisnorbiotine et la diminution de la concentration plasmatique de la biotine. En outre, le tabagisme peut aussi accélérer le catabolisme de la biotine chez les femmes.

### Santé - Problèmes capillaires
Les symptômes d'une carence en biotine vont de la perte de cheveux, jusqu'à la perte des cils et des sourcils chez des sujets fortement carencés. 
Des suppléments alimentaires en biotine sont recommandés comme moyen naturel de lutte contre une telle carence, stopper ainsi la perte de cheveux, voire contribuer à la reconstitution du système pileux. 
Certains shampooings disponibles sur le marché contiennent de la biotine. Au regard du fonctionnement jusqu'ici connu de l’absorption de cette vitamine / enzyme par le corps humain, c'est-à-dire, puisque la biotine ne semble absolument pas absorbée au niveau de l'épiderme, il est douteux que ce composant ait l'effet promu sur le système chevelu / pileux.

### Santé - Dermatite séborrhéique
Les enfants avec un trouble métabolique héréditaire rare appelé phénylcétonurie (dans lequel l'organisme est incapable de briser l'acide aminé phénylalanine) développent souvent des maladies de la peau comme de l'eczéma et la dermatite séborrhéique dans les endroits de l'organisme autres que le cuir chevelu. Des changements qui se produisent sur la peau des personnes ayant la phénylcétonurie peuvent être associés à un manque d'aptitude à utiliser la biotine. L'augmentation de la biotine alimentaire a été reconnue comme améliorant la dermatite séborrhéique.

### Déficience
La carence en biotine est relativement rare et bénigne, et peut être traitée avec des suppléments. Cette carence peut être causée par la consommation excessive de blancs d'œufs crus (20 œufs par jour serait nécessaire pour l'inciter), qui contiennent des niveaux élevés de la protéine avidine, qui se lie fortement avec la biotine. L'avidine étant dénaturée par la cuisson, la biotine reste intacte dans les œufs cuits.
Les symptômes de carence manifeste en biotine incluent la perte de cheveux et une éruption cutanée écailleuse rouge autour des yeux, du nez, de la bouche, et la région génitale. Les symptômes neurologiques chez les adultes comprennent la dépression, la léthargie, des hallucinations, et un engourdissement et des fourmillements des extrémités. L'éruption cutanée caractéristique du visage, avec une répartition inhabituelle de la graisse faciale, a été appelée la "biotin-deficient face" par certains experts. Les personnes ayant des troubles héréditaires de la carence en biotine ont des signes d'altération des fonctions du système immunitaire, y compris une susceptibilité accrue aux infections bactériennes et fongiques.
Le déficit en biotinidase n'est pas dû à l'insuffisance de biotine, mais plutôt à un déficit en enzymes qui la traitent.
Les signes de carence en biotine : en général, l'appétit et la croissance sont diminués. Symptômes dermatologiques comprenant la dermatite, alopécie (perte des cheveux) et achromotrichia (absence ou la perte de pigment dans les cheveux). Perosis (épaississement et raccourcissement des os). Syndrome Fatty Liver and Kidneys (FLKS) et une stéatose hépatique peuvent également se produire. Une anomalie génétique peut également être source de carence en biotine. Le déficit de l'holocarboxylase synthétase est un exemple de mutation génétique. Il s'agit d'un grave trouble métabolique. Les manifestations biochimiques et cliniques sont les suivantes : acidose cétolactique, acidurie organique, hyperammoniémie, une éruption cutanée, des problèmes d'alimentation, hypotonie, des convulsions, un retard du développement, l'alopécie, et le coma. Cette maladie est mortelle, cependant, les manifestations peuvent être annulées par des doses pharmacologiques de biotine (10–100 mg par jour).
Les femmes enceintes ont tendance à avoir un risque élevé de carence en biotine. La recherche montre que près de la moitié des femmes enceintes ont une augmentation anormale de l'acide 3-hydroxyisovalérique qui reflète la réduction du taux de biotine.
Beaucoup d'études ont indiqué que cette éventuelle carence en biotine pendant la grossesse peut entraîner des malformations congénitales telles que la fente labiale. Les souris nourries avec des œufs séchés pour provoquer une carence en biotine au cours de la gestation ont manifesté jusqu'à 100 % d'incidence de malnutrition au sein de leur progéniture. Les nourrissons et les embryons sont plus sensibles à la carence en biotine. Par conséquent, même légère au niveau de la mère, la carence en biotine, qui n'atteint pas l'apparition de signes physiologiques, peut avoir une grave conséquence chez le nourrisson.

### Inconvénients
La prise régulière de biotine peut fausser les bilans thyroïdiens dont les dosages de la TSH, de la T3, de la T4 et de la thyroglobuline.

## Toxicité
Les études chez l'animal ont indiqué quelques effets toxiques, le cas échéant, dus à des doses élevées de biotine. Cela tend à prouver que les animaux et les humains peuvent tolérer des doses d'au moins un ordre de grandeur supérieur à chacun de leurs besoins nutritionnels. Il n'y a pas de cas d'effets indésirables à recevoir de fortes doses de vitamines, en particulier lorsqu'elles sont utilisées dans le traitement des troubles métaboliques entraînant une dermite séborrhéique chez le nourrisson.

## Biochimie
La biotine D(+) est un cofacteur responsable pour le transfert du dioxyde de carbone avec plusieurs enzymes carboxylase : 
- acétyl-CoA carboxylase alpha ;
- acétyl-CoA carboxylase béta ;
- méthylcrotonyl-CoA carboxylase ;
- propionyl-CoA carboxylase ;
- pyruvate carboxylase.

L'attachement de la biotine à différents sites chimiques, appelée biotinylation, peut être utilisé comme une technique de laboratoire pour étudier divers procédés, y compris la localisation des protéines, interactions protéine, la transcription et de réplication de l'ADN. La Biotinidase est connue pour être en mesure de biotinylater des histones, mais peu de biotine est naturellement attachée à la chromatine. L'holocarboxylase synthétase est l'enzyme des mammifères qui s'attache de façon covalente à la biotine carboxylase.
La biotine se lie étroitement à la protéine tétramère avidine (ou streptavidine), avec une constante de dissociation Kd de l'ordre de 10-14 moles/L, qui est l'une des plus connues des interactions protéine-ligand, en approchant la liaison de la force covalente. Cela est souvent utilisé dans différentes applications de la biotechnologie. Jusqu'en 2005, des conditions très dures ont été nécessaires pour briser la liaison streptavidine-biotine .

### Utilisation en biotechnologie[4]
La D-biotine est utilisée comme marqueur dans diverses techniques de détection et de purification, en raison de sa très haute affinité de fixation sur l'avidine (10-15M cm-1 L-1), l'avidine neutralisée et la streptavidine (10-11M cm-1 L-1), mais aussi d'autres propriétés (elle a un point iso-électrique de 3.5, est très stable, de petite taille et est hydrophile). Elle est alors couplée chimiquement (ex. par le NHS-ester) à des biomolécules qui servent de sondes, ou au contraire sont étudiées. La biotine permet leur détection secondaire par des réactifs conjugués à de l'avidine ou streptavidine marquées par des fluorophores, des enzymes ou des radioéléments. Cette méthode très flexible permet en outre des amplifications de signal (systèmes "ABC": Avidine/Biotins/Complexes). Elle permet en outre d'isoler ou purifier les biomolécules biotinylées d'un mélange (ex: extrait cellulaire), éventuellement après capture à leur ligand ou récepteur (immunoprécipitation de complexes). La biotine présente dans les échantillons biologiques, bien qu'habituellement éliminée par leur préparation (lavages), peut parfois occasionner des bruits de fond.

## Alimentation des ruminants
Les bactéries de la panse synthétisent naturellement de la biotine. La biotine est largement métabolisée dans la panse et l'augmentation de l'apport alimentaire en biotine résulte en des concentrations élevées de biotine dans le sérum et le lait. Des données épidémiologiques suggèrent une relation négative entre les concentrations sériques de la biotine et l'incidence de la boiterie clinique en bovins laitiers. L'alimentation d'environ 20 mg/jour de biotine supplémentaire donne des résultats statistiques d'amélioration de la santé du sabot[citation nécessaire]. Actuellement[Quand ?], il y a insuffisance de données disponibles à ce stade pour quantifier les besoins en biotine des bovins laitiers.